# 出雲市立四絡小学校
出雲市立四絡小学校（いずもしりつ よつがねしょうがっこう）は、島根県出雲市大塚町にある公立小学校。

## 沿革
- 1874年（明治7年）4月26日 - 第四大学区、第二十三中学区、八十二番矢野小学校として満願寺内にて開校。
- 1878年（明治11年）5月10日 - 公立矢野小学校と改称、校舎を小山村日蔵寺に移転。
- 1892年（明治25年）7月23日 - 四纒村尋常小学校と改称。
- 1907年（明治40年）4月1日 - 四纒村尋常高等小学校と改称。
- 1909年（明治42年）9月 - 現四絡コミュニティーセンター・四絡幼稚園地に校舎新築。
- 1941年（昭和16年）2月11日 - 出雲町四絡尋常高等小学校と改称。
- 1941年（昭和16年）11月3日 - 出雲市四絡国民学校と改称。
- 1947年（昭和22年）4月1日 - 出雲市立四絡小学校と改称。
- 1975年（昭和50年）3月25日 - 現在地に鉄筋三階建及び二階建の新校舎完工。
- 2006年（平成18年）7月28日 - 校舎・校庭大規模改造工事開始。
- 2007年（平成19年）7月4日 - 校舎増築工事終了。（新築管理棟・教室棟完成）
- 2007年（平成19年）7月25日 - 既設校舎、改築工事開始。[1]

## 通学区域
- 校区は、大塚町、小山町、矢野町、姫原町、渡橋町からなる。
- 姫原町、渡橋町は隣接する今市小学校との選択校区となっている。

## 進学先中学校
- 出雲市立第三中学校

## 著名な卒業生
- 和田毅（プロ野球選手）
- 柳楽智和（元サッカー選手）